# Ödskölts landskommun
Ödskölts landskommun var en tidigare kommun i Älvsborgs län.

## Administrativ historik
Kommunen inrättades i Ödskölts socken i Vedbo härad i Dalsland när 1862 års kommunalförordningar trädde i kraft den 1 januari 1863.
Vid kommunreformen 1952 uppgick den i Bäckefors landskommun som 1971 uppgick i Bengtsfors kommun.

## Politik

### Mandatfördelning i Ödskölts landskommun 1938-1946
| 8 | 1 | 4 | 4 | 2 | 1 |

| 20 |

| 11 | 5 | 3 | 1 |

| 20 |

| 8 | 4 | 7 | 1 |

| 20 |